# Naha
Naha (Nhật: 那覇市 (Na Bá thị) Hepburn: Naha-shi, tiếng Okinawa: ナーファ Nāfa) là một thành phố của Nhật Bản. Đây là thủ phủ, cùng là trung tâm thương mại, văn hóa, giáo dục và là thành phố lớn nhất của tỉnh Okinawa.

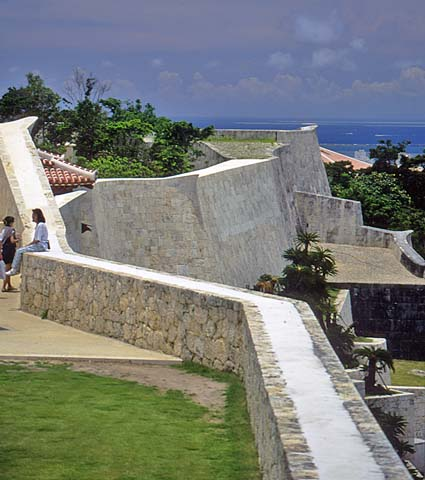
Tường thành Shuri ở Naha

Naha hiện đại được thành lập vào năm 1920 tại địa điểm trước là kinh đô của vương quốc Ryukyu từ đầu thế kỷ 15 đến cuối thế kỷ 19. Naha nằm bên bờ biển phía Nam đảo chính Okinawa. Thành phố rộng 39,98 km² và có 312,639 dân.
Ở Naha có nhiều điểm thu hút khách du lịch, đó là thành Shuri-hoàng thành của vương quốc Ryukyu xưa và là một hạng mục của di sản văn hóa thế giới quần thể thành trì vương quốc Ryūkyū, Đại lộ Kokusai nơi có nhiều cửa hàng ẩm thực Okinawa và cửa hàng bán đồ lưu niệm.
Sân bay Naha và cảng Naha kết nối thành phố này với các vùng đất khác của Nhật Bản. Sân bay Naha cũng đồng thời là cảng hàng không chính của Okinawa. Hệ thống monorail, hay được gọi là Yui Rail (ゆいレール）từ Ga Sân bay Naha tới Đại lộ Kokusai, Shintoshin và ga Shuri gần thành Shuri.
Naha chính là nơi ra đời phái võ Naha-te. Môn này cùng với Tomari-te (có nguồn gốc từ miền Nam Trung Quốc) và Shuri-te (võ của hoàng gia Ryukyu) chính là các nguồn gốc của Okinawa-te, tiền thân của Karate sau này.

## Thư viện ảnh

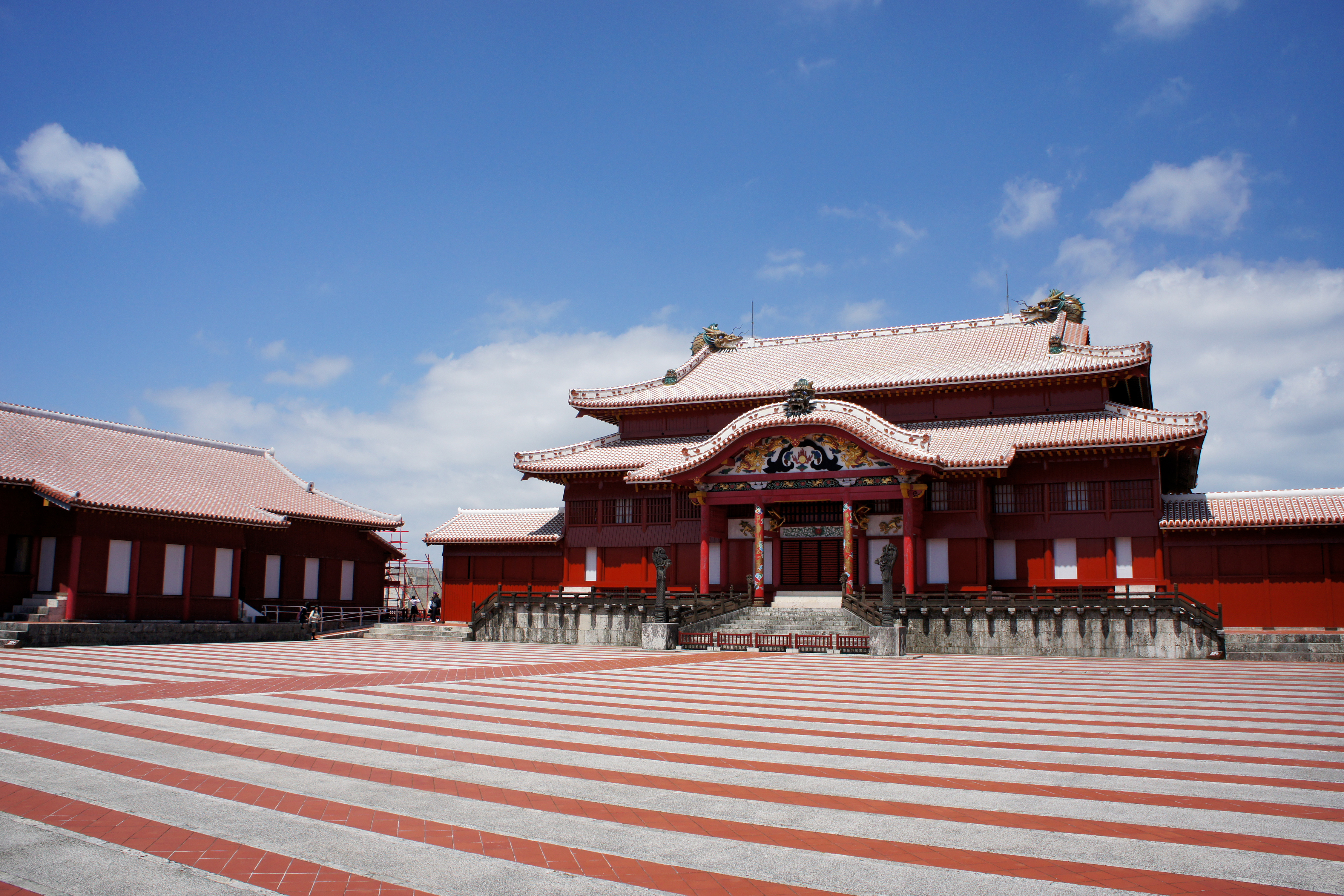
首里城
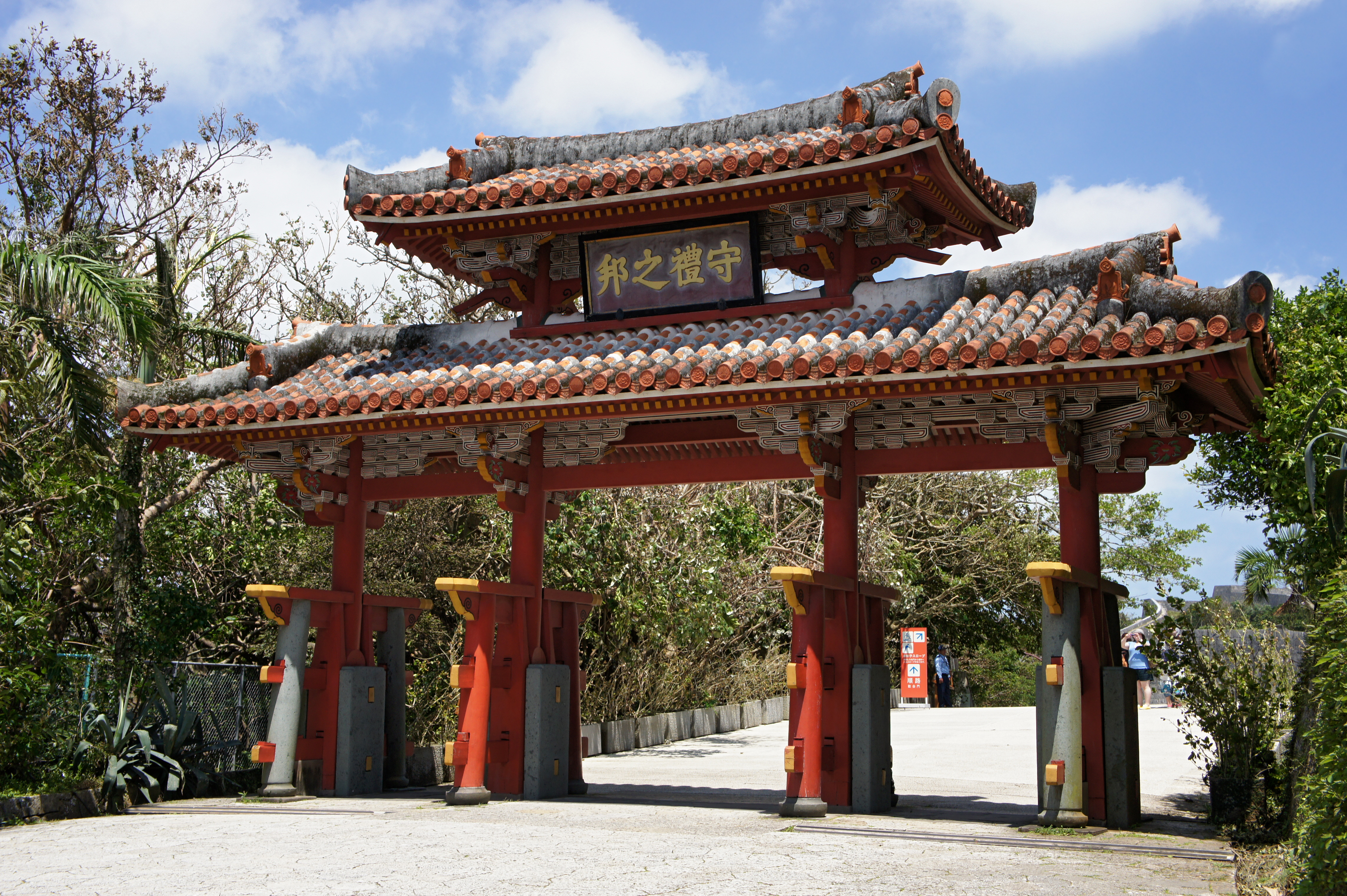
守礼門
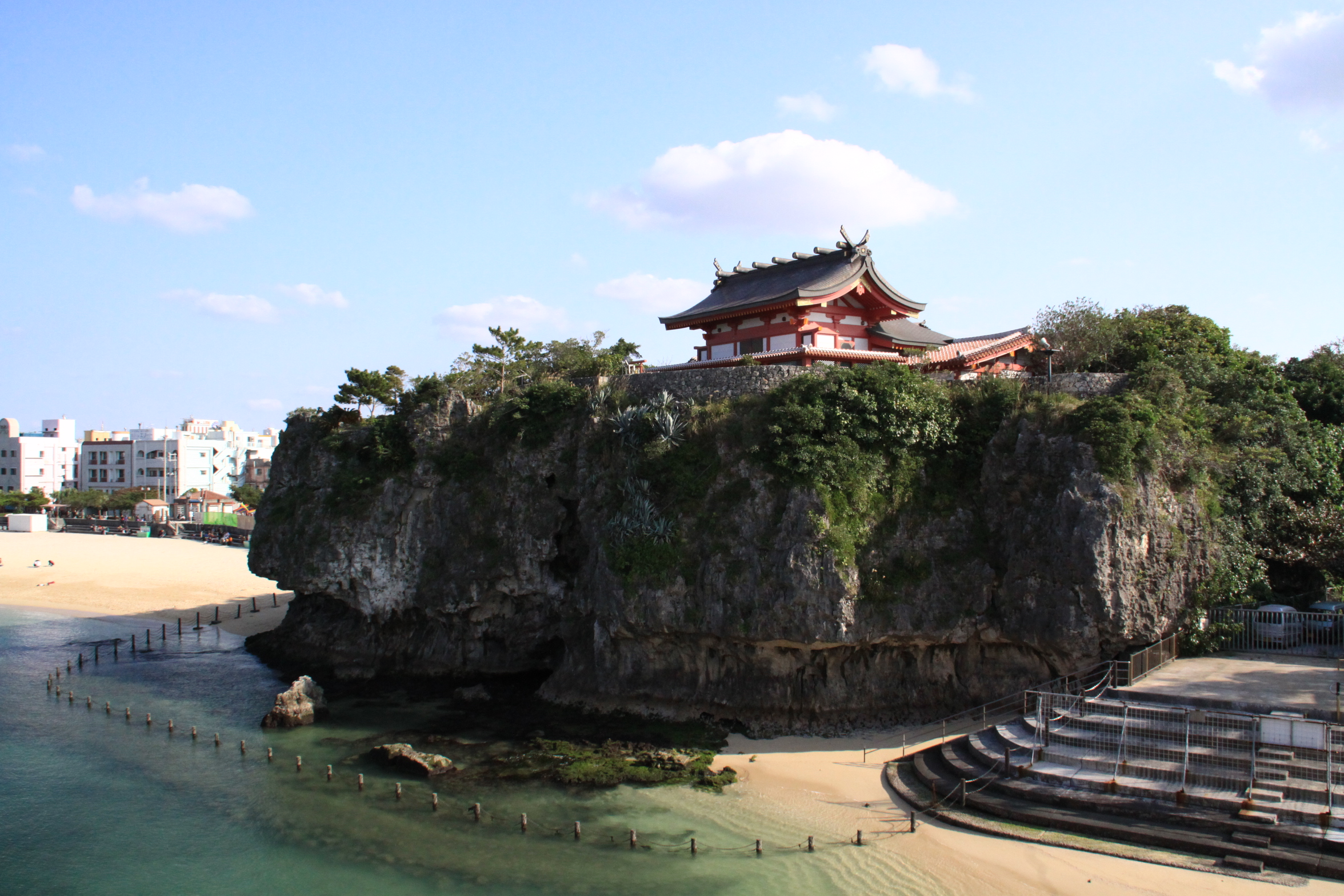
波上宮
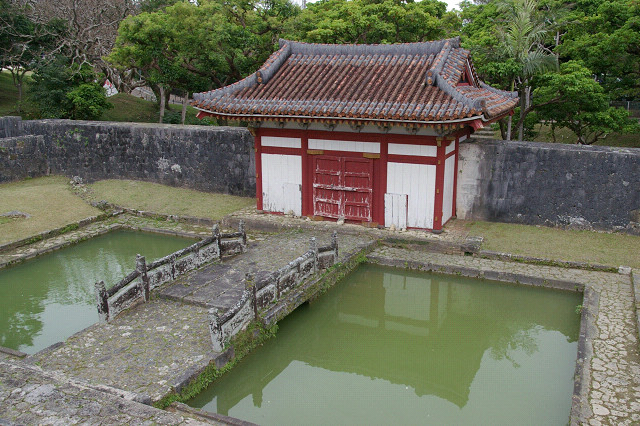
円覚寺
沖縄県護国神社
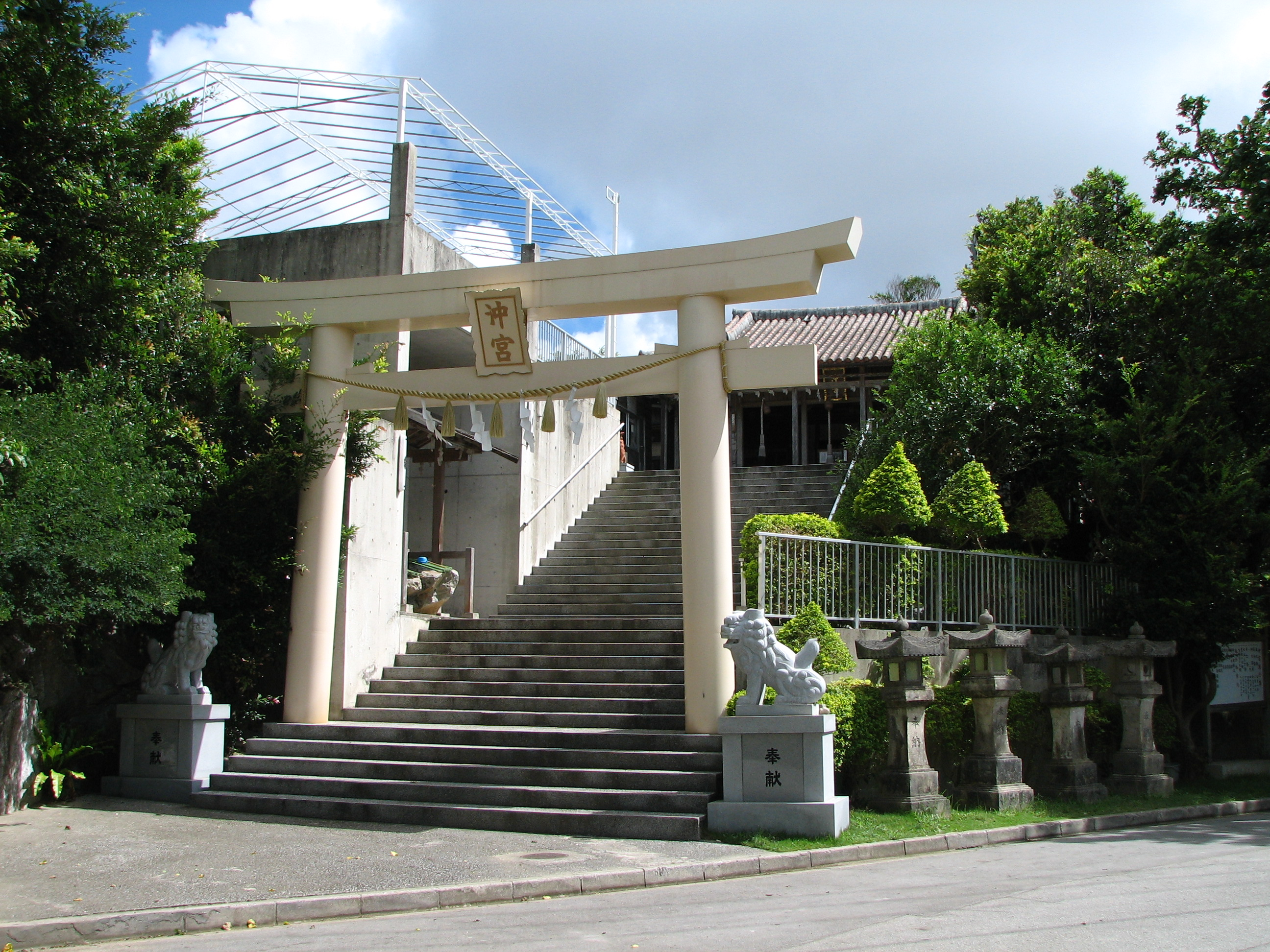
沖宮
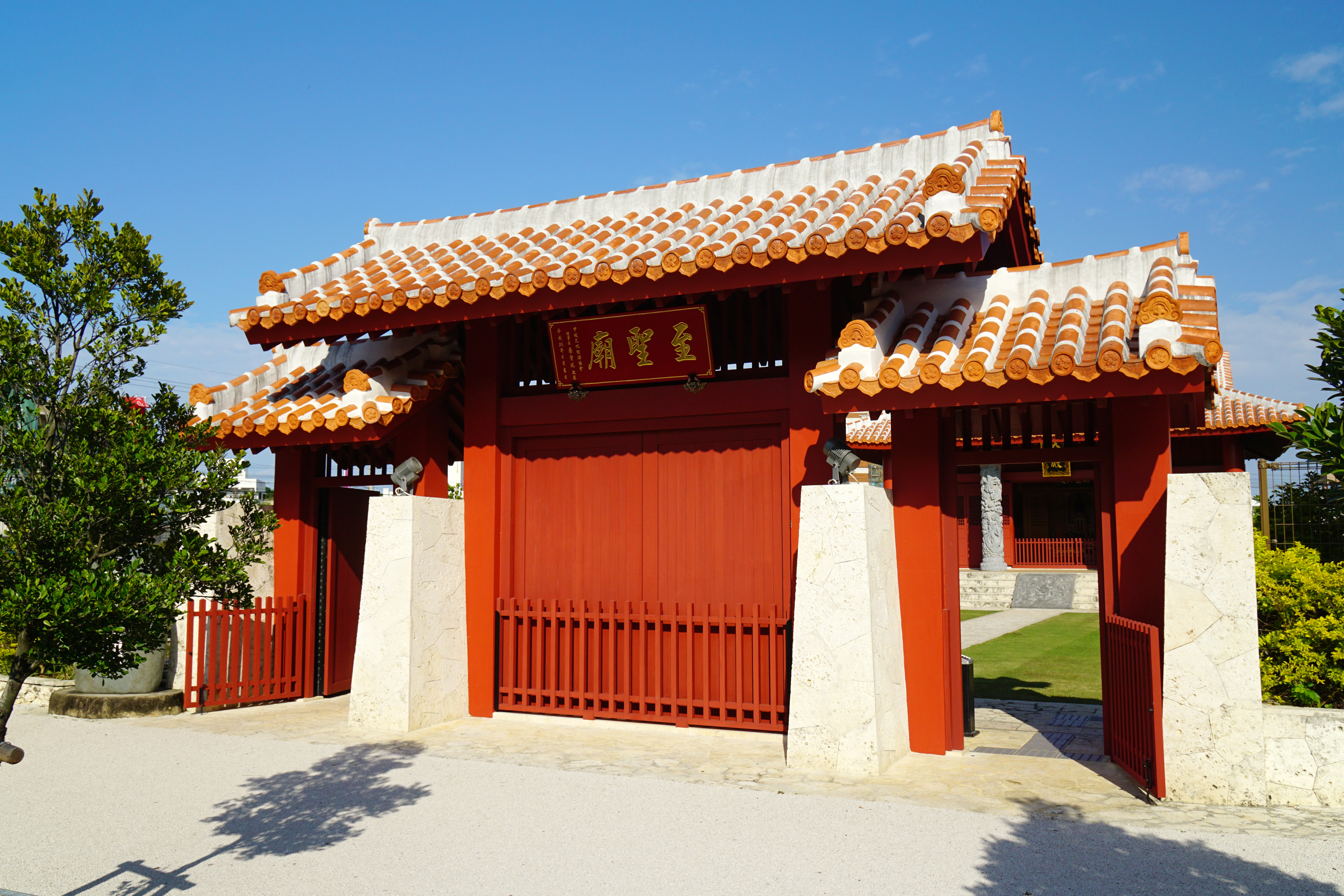
至聖廟
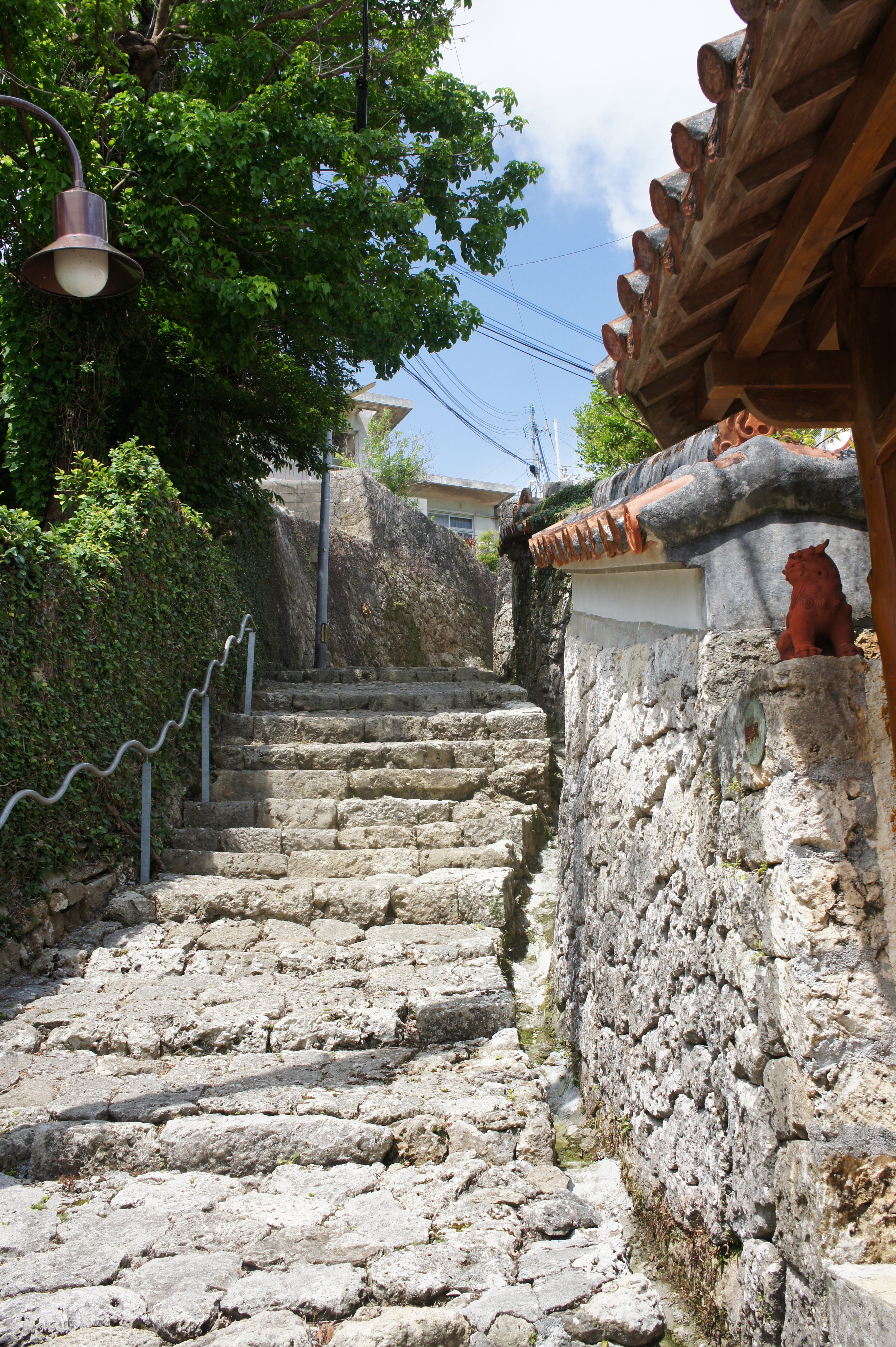
首里金城町石畳道
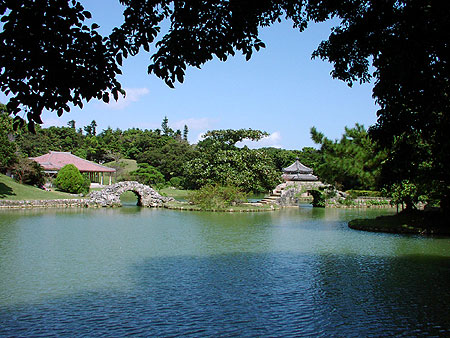
識名園
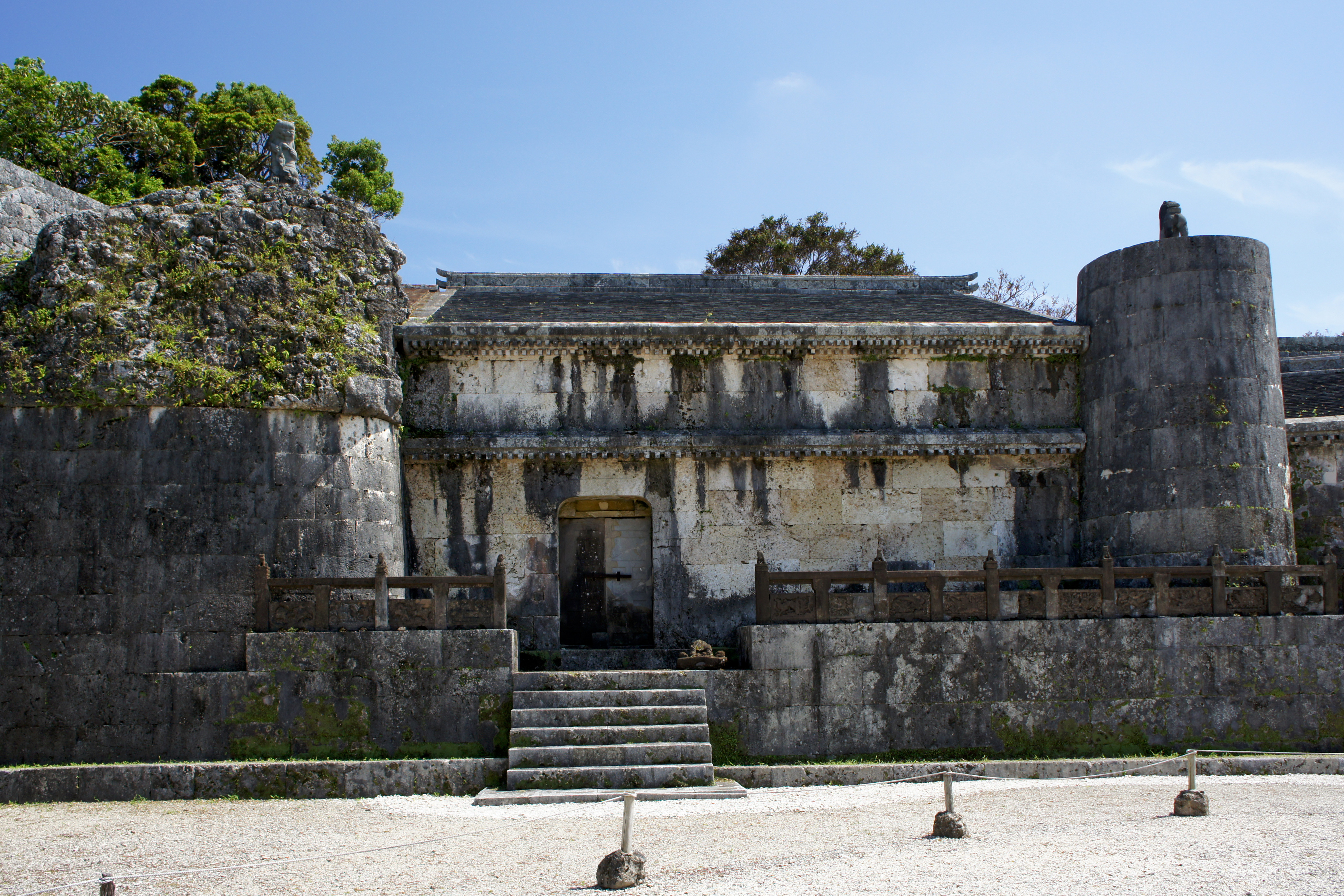
玉陵
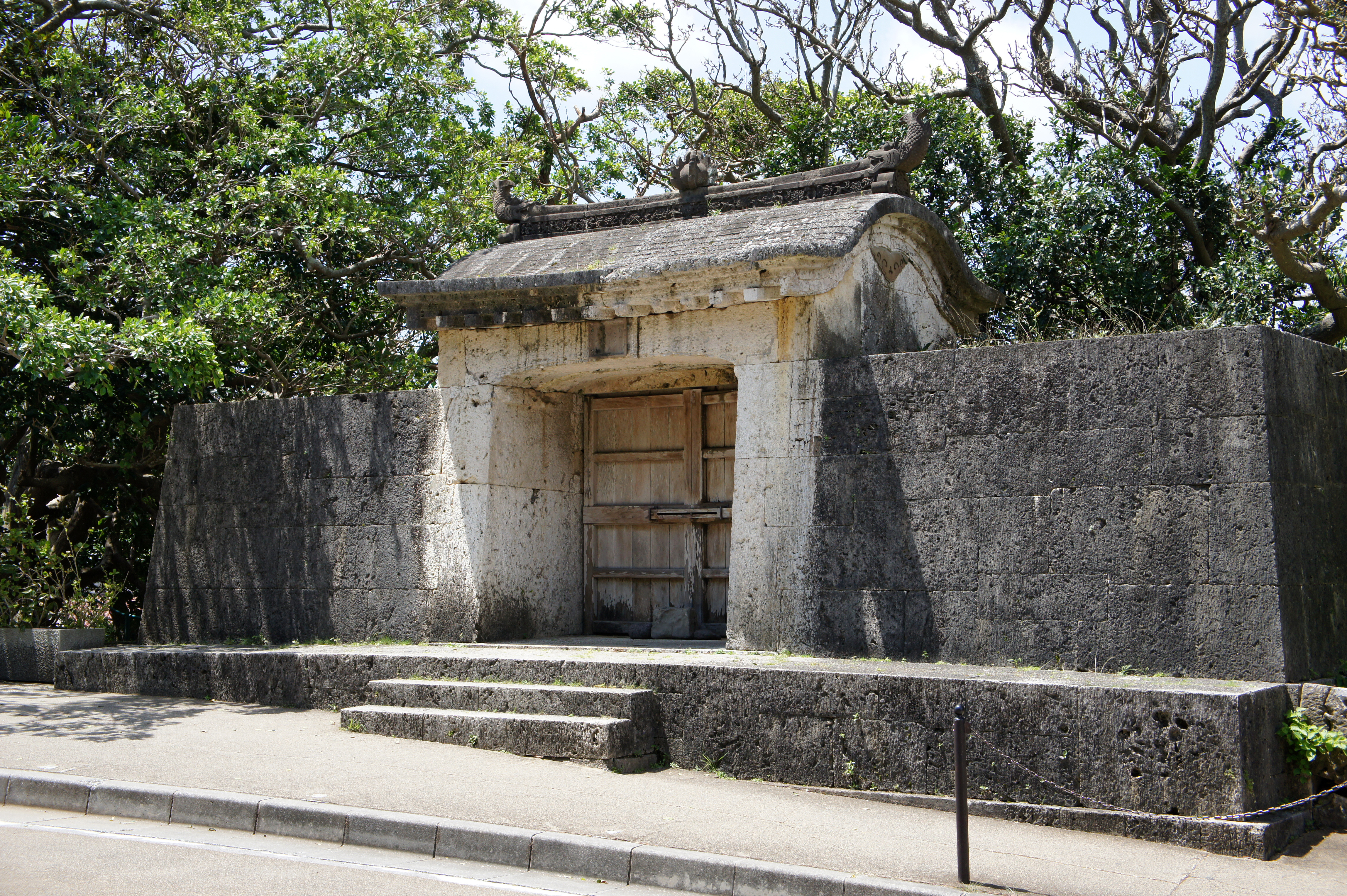
園比屋武御嶽
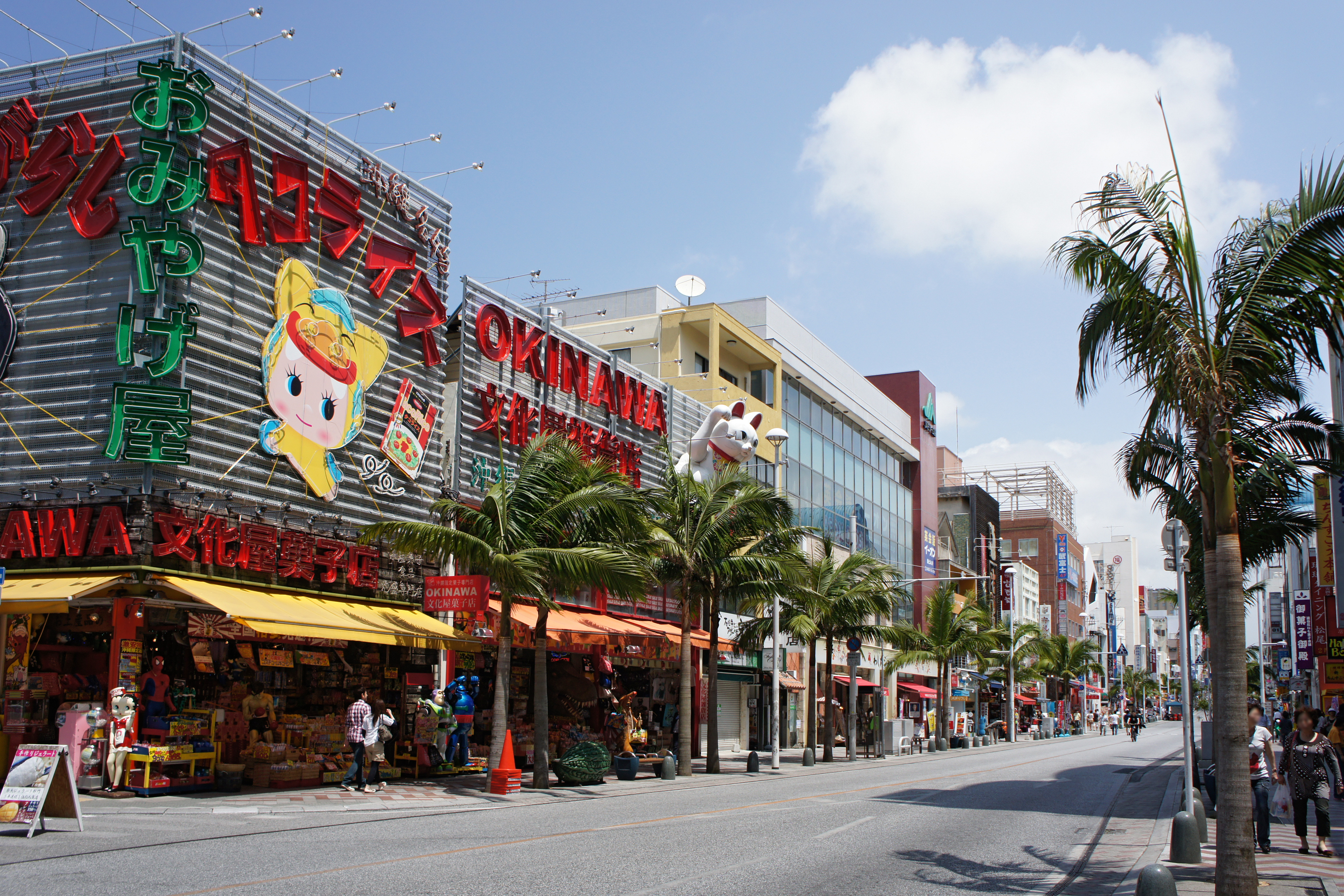
国際通り

## Khí hậu
Naha có khí hậu cận nhiệt đới ẩm (phân loại khí hậu Köppen Cfa) - giáp với Rừng mưa nhiệt đới (phân loại khí hậu Köppen Af) mùa hè và mùa đông ôn hòa. Lượng mưa dồi dào trong suốt cả năm; Tháng 9 là tháng ẩm nhất và tháng 12 là khô nhất. Naha có mùa hè nóng và ẩm với tháng 7 và tháng 8 là những tháng ấm nhất của thành phố, vượt mức cao trung bình 31 độ C. Naha có mùa đông ấm áp, với nhiệt độ cao trung bình trong những tháng mát nhất của tháng 1 và tháng 2, lơ lửng khoảng 19-20 độ C và nhiệt độ thấp trung bình khoảng 14-15 độ C. Thành phố nhìn thấy lượng mưa đáng kể, trung bình vượt quá 2.100 mm (83 in) lượng mưa mỗi năm.
| Dữ liệu khí hậu của Naha, Okinawa (1981-2010) | Dữ liệu khí hậu của Naha, Okinawa (1981-2010) | Dữ liệu khí hậu của Naha, Okinawa (1981-2010) | Dữ liệu khí hậu của Naha, Okinawa (1981-2010) | Dữ liệu khí hậu của Naha, Okinawa (1981-2010) | Dữ liệu khí hậu của Naha, Okinawa (1981-2010) | Dữ liệu khí hậu của Naha, Okinawa (1981-2010) | Dữ liệu khí hậu của Naha, Okinawa (1981-2010) | Dữ liệu khí hậu của Naha, Okinawa (1981-2010) | Dữ liệu khí hậu của Naha, Okinawa (1981-2010) | Dữ liệu khí hậu của Naha, Okinawa (1981-2010) | Dữ liệu khí hậu của Naha, Okinawa (1981-2010) | Dữ liệu khí hậu của Naha, Okinawa (1981-2010) | Dữ liệu khí hậu của Naha, Okinawa (1981-2010) |
| Tháng                                         | 1                                             | 2                                             | 3                                             | 4                                             | 5                                             | 6                                             | 7                                             | 8                                             | 9                                             | 10                                            | 11                                            | 12                                            | Năm                                           |
| --------------------------------------------- | --------------------------------------------- | --------------------------------------------- | --------------------------------------------- | --------------------------------------------- | --------------------------------------------- | --------------------------------------------- | --------------------------------------------- | --------------------------------------------- | --------------------------------------------- | --------------------------------------------- | --------------------------------------------- | --------------------------------------------- | --------------------------------------------- |
| Trung bình tối đa °C (°F)                     | 26.8 (80.2)                                   | 26.6 (79.9)                                   | 28.2 (82.8)                                   | 29.7 (85.5)                                   | 31.6 (88.9)                                   | 34.1 (93.4)                                   | 35.0 (95.0)                                   | 35.6 (96.1)                                   | 34.6 (94.3)                                   | 32.8 (91.0)                                   | 30.8 (87.4)                                   | 29.4 (84.9)                                   | 35.6 (96.1)                                   |
| Trung bình ngày tối đa °C (°F)                | 19.5 (67.1)                                   | 19.8 (67.6)                                   | 21.7 (71.1)                                   | 24.1 (75.4)                                   | 26.7 (80.1)                                   | 29.4 (84.9)                                   | 31.8 (89.2)                                   | 31.5 (88.7)                                   | 30.4 (86.7)                                   | 27.9 (82.2)                                   | 24.6 (76.3)                                   | 21.2 (70.2)                                   | 25.7 (78.3)                                   |
| Trung bình ngày °C (°F)                       | 17.0 (62.6)                                   | 17.1 (62.8)                                   | 18.9 (66.0)                                   | 21.4 (70.5)                                   | 24.0 (75.2)                                   | 26.8 (80.2)                                   | 28.9 (84.0)                                   | 28.7 (83.7)                                   | 27.6 (81.7)                                   | 25.2 (77.4)                                   | 22.1 (71.8)                                   | 18.7 (65.7)                                   | 23.1 (73.6)                                   |
| Tối thiểu trung bình ngày °C (°F)             | 14.6 (58.3)                                   | 14.8 (58.6)                                   | 16.5 (61.7)                                   | 19.0 (66.2)                                   | 21.8 (71.2)                                   | 24.8 (76.6)                                   | 26.8 (80.2)                                   | 26.6 (79.9)                                   | 25.5 (77.9)                                   | 23.1 (73.6)                                   | 19.9 (67.8)                                   | 16.3 (61.3)                                   | 20.8 (69.4)                                   |
| Trung bình tối thiểu °C (°F)                  | 6.1 (43.0)                                    | 4.9 (40.8)                                    | 6.3 (43.3)                                    | 8.7 (47.7)                                    | 11.0 (51.8)                                   | 14.8 (58.6)                                   | 20.8 (69.4)                                   | 20.7 (69.3)                                   | 17.0 (62.6)                                   | 14.8 (58.6)                                   | 8.6 (47.5)                                    | 6.8 (44.2)                                    | 4.9 (40.8)                                    |
| Lượng Giáng thủy trung bình mm (inches)       | 107.0 (4.21)                                  | 119.7 (4.71)                                  | 161.4 (6.35)                                  | 165.7 (6.52)                                  | 231.6 (9.12)                                  | 247.2 (9.73)                                  | 141.4 (5.57)                                  | 240.5 (9.47)                                  | 260.5 (10.26)                                 | 152.9 (6.02)                                  | 110.2 (4.34)                                  | 102.8 (4.05)                                  | 2.040,9 (80.35)                               |
| Số ngày giáng thủy trung bình                 | 10.5                                          | 10.2                                          | 11.8                                          | 10.5                                          | 11.5                                          | 10.6                                          | 8.8                                           | 11.8                                          | 11.2                                          | 8.3                                           | 8.5                                           | 8.1                                           | 121.8                                         |
| Độ ẩm tương đối trung bình (%)                | 67                                            | 70                                            | 73                                            | 76                                            | 79                                            | 83                                            | 78                                            | 78                                            | 76                                            | 71                                            | 69                                            | 66                                            | 74                                            |
| Số giờ nắng trung bình tháng                  | 94.2                                          | 87.1                                          | 108.3                                         | 123.8                                         | 145.8                                         | 163.6                                         | 238.8                                         | 215.0                                         | 188.9                                         | 169.6                                         | 123.0                                         | 115.6                                         | 1.773,7                                       |
| [ cần dẫn nguồn ]                             |                                               |                                               |                                               |                                               |                                               |                                               |                                               |                                               |                                               |                                               |                                               |                                               |                                               |

## Văn hóa

### Lễ hội

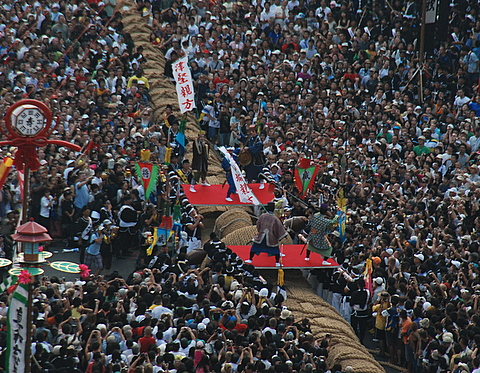
Lễ hội Naha vào tháng 10 năm 2008

- Naha Hari vào tháng Năm
- Lễ hội Naha vào tháng 10

## Kinh tế

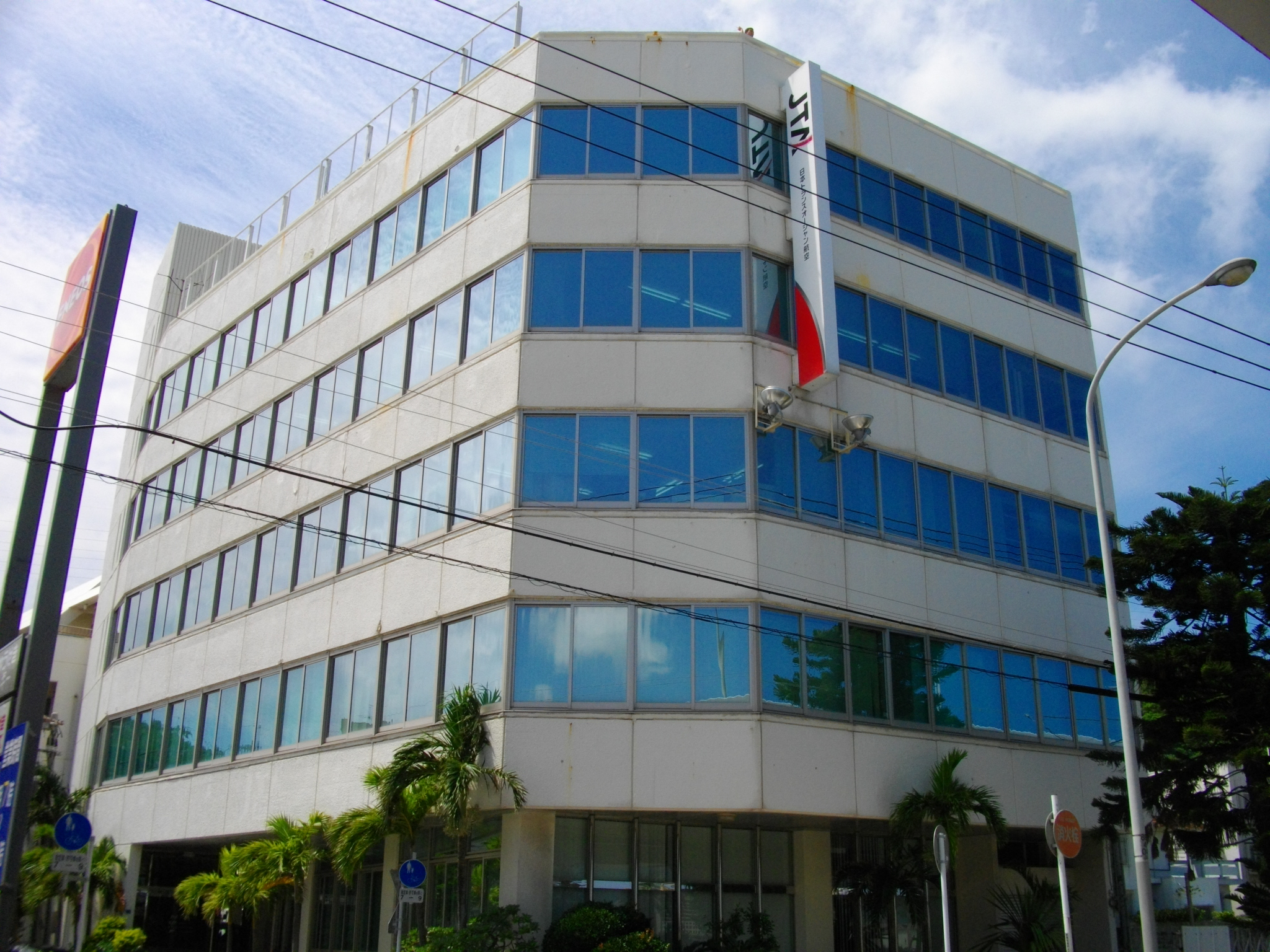
Japan Transocean Air

Naha là một trung tâm kinh tế của Okinawa bị chi phối bởi các ngành công nghiệp du lịch, bán lẻ và dịch vụ. Các ngân hàng lớn nhất của Okinawa, Ngân hàng Ryukyus, Ngân hàng Okinawa và Okinawa Kaiho Bank, có trụ sở tại Naha. Ngân hàng Nhật Bản, Ngân hàng Mizuho, Ngân hàng Shoko Chukin và Ngân hàng Bưu điện Nhật Bản cũng có chi nhánh tại Naha. Các công ty bảo hiểm quốc tế lớn cũng có các trung tâm cuộc gọi có trụ sở tại thành phố.

## Thành phố kết nghĩa
- Kawasaki, Kanagawa
- Nichinan, Miyazaki